# Black Forest (Colorado)
Black Forest è un centro abitato (census-designated place) degli Stati Uniti d'America, situato nella contea di El Paso dello Stato del Colorado. Nel censimento del 2000 la popolazione era di 13.247 abitanti.

## Geografia fisica
Secondo i rilevamenti dell'United States Census Bureau, Black Forest si estende su una superficie di 330,3 km².